# Creoleon ducalis
Creoleon ducalis is een insect uit de familie van de mierenleeuwen (Myrmeleontidae), die tot de orde netvleugeligen (Neuroptera) behoort. 
Creoleon ducalis is voor het eerst wetenschappelijk beschreven door Navás in 1929.